# Кальиони, Факундо
Факу́ндо Кальио́ни (исп. Facundo Callioni, 9 октября 1985, Буэнос-Айрес, Аргентина) — аргентинский хоккеист (хоккей на траве), полевой игрок. Чемпион летних Олимпийских игр 2016 года, участник летних Олимпийских игр 2012 года, чемпион Америки 2013 года, бронзовый призёр чемпионата Америки 2009 года, чемпион Панамериканских игр 2015 года.

## Биография
Факундо Кальиони родился 9 октября 1985 года в Буэнос-Айресе.
Играл в хоккей на траве за «Сьюдад» из Буэнос-Айреса и бельгийский «Оре» из Брюсселя.
В 2005 году в составе юниорской сборной Аргентины завоевал золотые медали чемпионата Америки в Гаване и чемпионата мира в Роттердаме.
В 2012 году вошёл в состав сборной Аргентины по хоккею на траве на летних Олимпийских играх в Лондоне, занявшей 10-е место. Играл в поле, провёл 6 матчей, забил 2 мяча в ворота сборной ЮАР.
В 2015 году завоевал золотую медаль хоккейного турнира Панамериканских игр в Торонто.
В 2016 году вошёл в состав сборной Аргентины по хоккею на траве на летних Олимпийских играх в Рио-де-Жанейро и завоевал золотую медаль. Играл в поле, провёл 8 матчей, мячей не забивал.
Дважды выигрывал медали чемпионата Америки — бронзу в 2009 году, золото в 2013 году.